# Phobetinus sagittifer
Phobetinus sagittifer är en spindelart som beskrevs av Simon 1895. Phobetinus sagittifer ingår i släktet Phobetinus och familjen kaparspindlar.
Artens utbredningsområde är Sri Lanka. Inga underarter finns listade i Catalogue of Life.